# Championnat de Yougoslavie masculin de water-polo
Le championnat de Yougoslavie de water-polo a regroupé les meilleures équipes de Yougoslavie de water-polo de 1921 à 1940 et de 1945 à 1991. Avec l'indépendance de plusieurs républiques yougoslaves, il devient la confrontation des clubs de la Serbie et du Monténégro dès la saison 1991-1992.

## Palmarès masculin

### Royaume des Serbes, Croates et Slovènes
- 1921: Polet Sombor (actuelle Voïvodine)
- 1922: Polet Sombor (actuelle Voïvodine)
- 1923: Baluni Split (actuelle Croatie)
- 1924: Polet Sombor (actuelle Voïvodine)
- 1925: VK Jug Dubrovnik (actuelle Croatie)
- 1926: VK Jug Dubrovnik (actuelle Croatie)
- 1927: VK Jug Dubrovnik (actuelle Croatie)
- 1928: VK Jug Dubrovnik (actuelle Croatie)

### Royaume de Yougoslavie
- 1929: VK Jug Dubrovnik (actuelle Croatie)
- 1930: VK Jug Dubrovnik (actuelle Croatie)
- 1931: VK Jug Dubrovnik (actuelle Croatie)
- 1932: VK Jug Dubrovnik (actuelle Croatie)
- 1933: VK Jug Dubrovnik (actuelle Croatie)
- 1934: VK Jug Dubrovnik (actuelle Croatie)
- 1935: VK Jug Dubrovnik (actuelle Croatie)
- 1936: VK Jug Dubrovnik (actuelle Croatie)
- 1937: VK Jug Dubrovnik (actuelle Croatie)
- 1938: Viktorija Susak (actuelle Croatie)
- 1939: VK Jadran Split (actuelle Croatie)
- 1940: VK Jug Dubrovnik (actuelle Croatie)

### Seconde Yougoslavie
- 1945: NR Hrvatska
- 1946: VK Jadran Split (Croatie)
- 1947: VK Hajduk Split (Croatie)
- 1948: VK Hajduk Split (Croatie)
- 1949: VK Jug Dubrovnik (Croatie)
- 1950: VK Jug Dubrovnik (Croatie)
- 1952: VK Mornar Split (Croatie)
- 1953: VK Jadran Split (Croatie)
- 1955: VK Mornar Split (Croatie)
- 1956: VK Mornar Split (Croatie)
- 1957: VK Jadran Split (Croatie)
- 1958: PVK Jadran Herceg-Novi (Monténégro)
- 1959: PVK Jadran Herceg-Novi (Monténégro)
- 1960: VK Jadran Split (Croatie)
- 1961: VK Mornar Split (Croatie)
- 1962: HAVK Mladost Zagreb (Croatie)
- 1963: VK Partizan Belgrade (Serbie)
- 1964: VK Partizan Belgrade (Serbie)
- 1965: VK Partizan Belgrade (Serbie)
- 1966: VK Partizan Belgrade (Serbie)
- 1967: HAVK Mladost Zagreb (Croatie)
- 1968: VK Partizan Belgrade (Serbie)
- 1969: HAVK Mladost Zagreb (Croatie)
- 1970: VK Partizan Belgrade (Serbie)
- 1971: HAVK Mladost Zagreb (Croatie)
- 1972: VK Partizan Belgrade (Serbie)
- 1973: VK Partizan Belgrade (Serbie)
- 1974: VK Partizan Belgrade (Serbie)
- 1975: VK Partizan Belgrade (Serbie)
- 1976: VK Partizan Belgrade (Serbie)
- 1977: VK Partizan Belgrade (Serbie)
- 1978: VK Partizan Belgrade (Serbie)
- 1979: VK Partizan Belgrade (Serbie)
- 1980: VK Jug Dubrovnik (Croatie)
- 1981: VK Jug Dubrovnik (Croatie)
- 1982: VK Jug Dubrovnik (Croatie)
- 1983: VK Jug Dubrovnik (Croatie)
- 1984: VK Partizan Belgrade (Serbie)
- 1985: VK Jug Dubrovnik (Croatie)
- 1986: VK Primorac Kotor (Monténégro)
- 1987: VK Partizan Belgrade (Serbie)
- 1988: VK Partizan Belgrade (Serbie)
- 1989: HAVK Mladost Zagreb (Croatie)
- 1990: HAVK Mladost Zagreb (Croatie)
- 1991: VK Jadran Split (Croatie)

### Sources et bibliographie
- Palmarès sur le site Sports123.